# Lambadalsfjall
Lambadalsfjall är ett berg i republiken Island. Det ligger i regionen Västfjordarna, 200 km norr om huvudstaden Reykjavík. Toppen på Lambadalsfjall är 968 meter över havet.
Lambadalsfjall är den högsta punkten i trakten. Trakten runt Lambadalsfjall är nära nog obefolkad, med mindre än två invånare per kvadratkilometer. Närmaste större samhälle är Þingeyri, omkring 16 kilometer väster om Lambadalsfjall. Trakten runt Lambadalsfjall är permanent täckt av is och snö.